# Трубиченский сельсовет
Труби́ченский сельсове́т — административно-территориальная единица, существовавшая до 1954 года в составе Михайловского (ныне Железногорского) района Курской области.
Административным центром была деревня Трубичено.

## География
Располагался на севере района. Граничил с Дмитровским районом Орловской области. По территории сельсовета протекала река Речица, а также брала начало река Погарщина. В настоящее время на большей части территории бывшего сельсовета находится Городской округ города Железногорска.

## История
Образован в первые годы советской власти. По состоянию на 1926 год входил в состав Долбенкинской волости Дмитровского уезда Орловской губернии. В то время в составе сельсовета входило 19 населённых пунктов:
д. Трубичено, п. Андреевский, х. Барчукова, п. Бук, п. Георгиевский, п. Горки, х. Дорошина, п. Ермолаевский, п. Ивановский, п. Красная Звезда, х. Курносикова, Жерновецкая лесная сторожка, Рясницкая лесная сторожка, п. Платоновский, д. Погарище, д.  Рясник, п. Филипповский, п. Хуторской, п. Чистое. Позже передан в Михайловский район Курской области. Упразднён в 1954 году путём раздела территории между Трояновским и Разветьевским сельсоветами.

## Населённые пункты
| № | Населённый пункт   | Тип населённого пункта |
| - | ------------------ | ---------------------- |
| 1 | Ермолаевский       | посёлок                |
| 2 | Красная Звезда     | посёлок                |
| 3 | Погарище           | деревня                |
| 4 | Трубичено          | деревня, админ. центр  |
| 5 | Трубиченские Горки | посёлок                |
| 6 | Хуторской          | посёлок                |
| 7 | Черняково          | деревня                |
| 8 | Черняковские Горки | посёлок                |

В настоящее время почти все населённые пункты бывшего сельсовета, за исключением деревни Погарище, упразднены путём присоединения к городу Железногорску.

## Председатели сельсовета
Список неполный:
- Карченков (1930-е годы)
- Пахомов (1950-е годы)